# Räterichsbodensee
Der Räterichsbodensee ist ein Stausee im Grimselgebiet im Berner Oberland in der Schweiz.
Der See hat ein Volumen von rund 25 Mio. Kubikmetern und liegt auf einer Höhe von etwa 1767 m ü. M. Das Wasser aus dem Räterichsbodensee wird in den Kraftwerken Handeck 2 und Handeck 3 der Kraftwerke Oberhasli zur Stromproduktion genutzt.
Im September 2007 wurde an der Staumauer des Räterichsbodensees das grossformatige Bild der Wasserjungfrau Mélisande des Künstlers Pierre Mettraux vollendet.

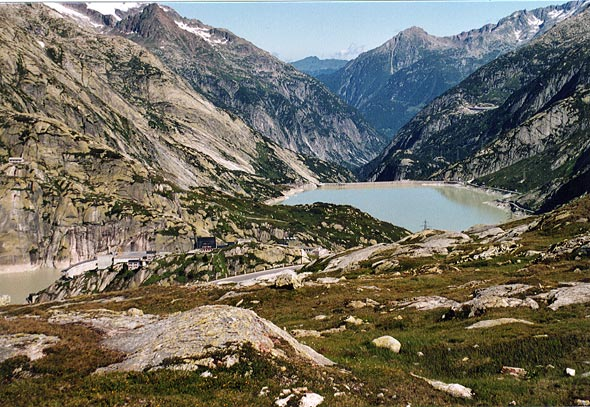
Räterichsbodensee vom Grimselpass aus gesehen
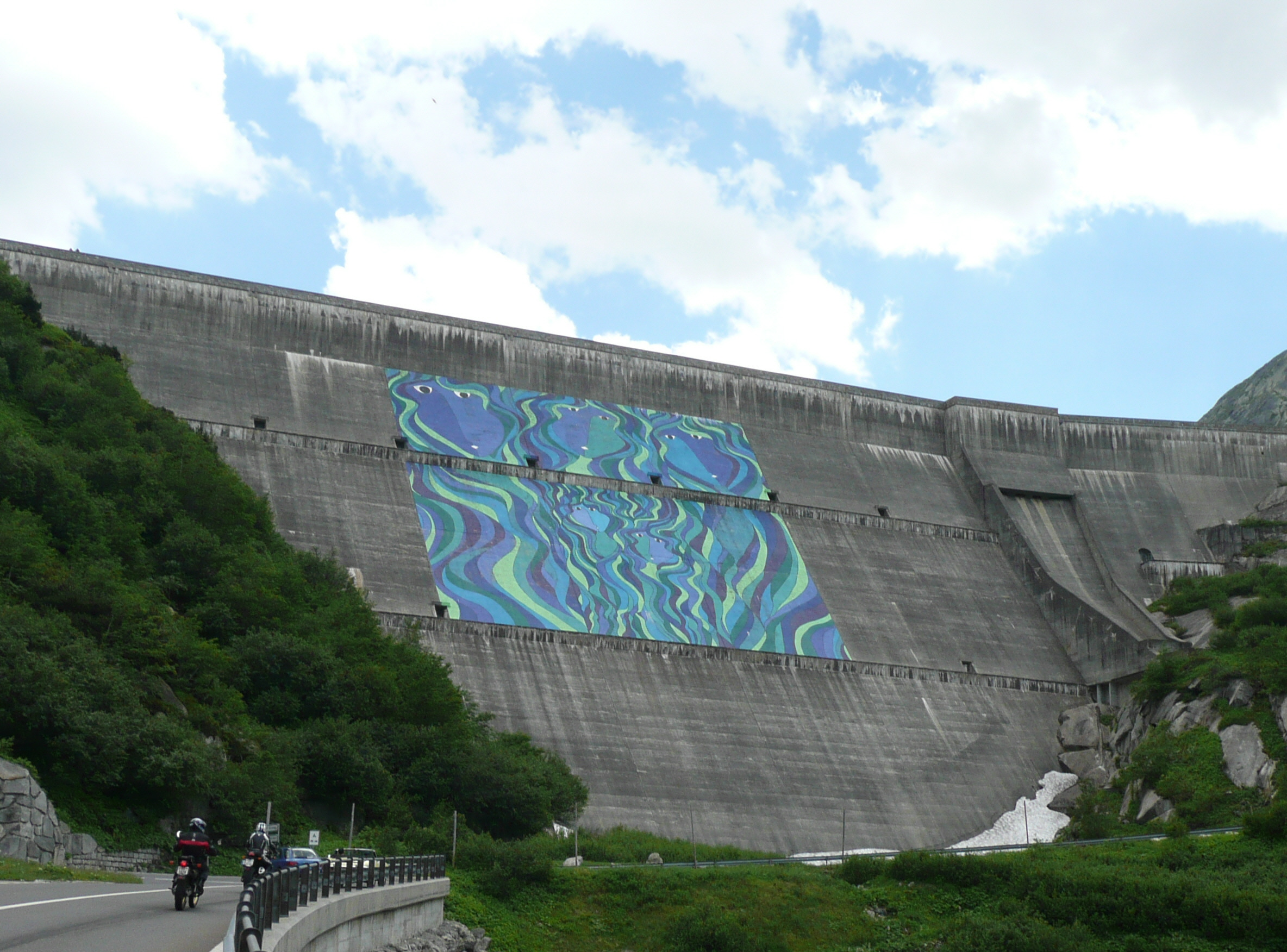
Die Staumauer des Räterichsbodensees mit dem Mélisande-Bild